# Private Lives (Fernsehserie)
Private Lives (koreanisch: 사생활 ; Hanja : 私生活; RR: Sasaenghwal) ist eine südkoreanische Fernsehserie mit Seohyun, Go Kyung-pyo, Kim Hyo-jin, Kim Young-min und Tae Won-seok. Sie wurde vom 7. Oktober bis 26. November 2020 auf JTBC ausgestrahlt und kann weltweit auf Netflix gestreamt werden.

## Handlung
Der Film dreht sich um eine Gruppe von Betrügern, die in einer Welt leben, in der es keinerlei Datenschutz mehr gibt.

## Produktion
Die Serie sollte ursprünglich am 16. September 2020 veröffentlicht werden. Die Veröffentlichung wurde jedoch aufgrund der COVID-19-Pandemie auf den 7. Oktober verschoben.